# Łącznik wtykowy

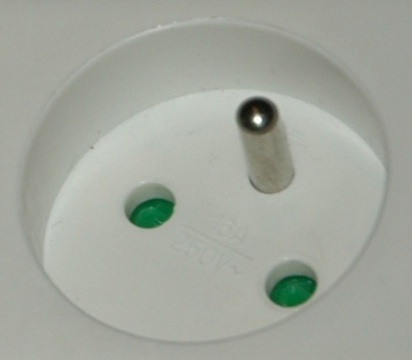
Gniazdko elektryczne typu E, stosowane m.in. we Francji i w Polsce stanowiące część łącznika wtykowego

Łącznik wtykowy – łącznik elektryczny ręczny tworzony przez gniazdo wtykowe oraz odpowiadającą mu wtyczkę. Służy do zasilania odbiorników elektrycznych ręcznych, przenośnych i ruchomych w pomieszczeniach mieszkalnych, gospodarstwach rolnych, warsztatach, na placach budów czy też kempingach. 
Gniazda wtykowe i wtyczki budowane są na napięcia znamionowe 50-750 V, prądy znamionowe 6-125 A. Konstrukcje gniazd i wtyczek są takie że nie jest możliwe zetknięcie styków ochronnych wtyczek ze stykami prądowymi gniazd ani włożenie wtyczki do gniazda o innym napięciu i prądzie znamionowym lub o różnej liczbie biegunów. Jedynie wtyczki urządzeń II klasy ochronności są tak wykonane, że jest możliwe włożenie ich do gniazd o odpowiednim napięciu i prądzie znamionowym, niezależnie od tego, czy gniazdo jest ze stykiem, czy bez styku ochronnego.